# سهراب بختیاری‌زاده
سهراب بختیاری‌زاده (زاده ۲۰ شهریور ۱۳۵۲ در اهواز) بازیکن پیشین فوتبال و سرمربی کنونی فوتبال اهل ایران است. 
وی سابقه حضور در جام جهانی فوتبال ۲۰۰۶ و جام ملت‌های آسیا ۲۰۰۰ به همراه تیم ملی فوتبال ایران را دارد. همچنین در جام جهانی ۲۰۰۶ یکی از گلزنان ایران بود. وی در دیدار سوم ایران برابر آنگولا تک گل تساوی بخش ایران را به ثمر رساند. سهراب بختیاری‌زاده سابقه گلزنی در شهرآورد تهران با پیراهن استقلال تهران را نیز دارد و به همراه استقلال در سال ۱۹۹۹ عنوان نائب قهرمانی لیگ قهرمانان آسیا را کسب کرده است.
کارشناسان فوتبال ایران سهراب بختیاری‌زاده را در زمره یکی از فنی‌ترین و با هوش‌ترین مدافعان تاریخ فوتبال ایران به حساب می‌آورند،
از بازی‌های بیاد ماندنی او می‌توان به مسابقه استقلال و آنیانگ کره جنوبی در نیمه نهایی جام باشگاه‌های آسیا در ورزشگاه آزادی اشاره کرد.
زمانی که وی کاپیتان استقلال خوزستان بود، با گلی که به صبای قم زد مسن‌ترین گلزن تاریخ لیگ برتر شد.

## تهدید جانی و حمله با قمه
۲۳ بهمن ۱۴۰۲ بختیاری‌زاده به همراه اعضای کادر در پایان تمرین تیم فوتبال نفت آبادان قصد خروج از زمین چمن را داشته که در بیرون از محوطه ورزشگاه مورد حمله با سلاح سرد قرار می‌گیرد. یکی از بازیکنان که قصد داشته فوتبال خود را در کشور دیگری ادامه بدهد، پیش از حضور سهراب بختیاری‌زاده در صنعت نفت سیگنالی از مربیان پیشین مبنی بر حضور در ترکیب نفت دریافت می‌کند و برای عقد قرارداد به آبادان می‌آید، اما کیفیت این بازیکن مورد نظر بختیاری‌زاده که بعداً به تیم نفت ملحق شده قرار نگرفته و او از استخدام این بازیکن سر باز می‌زند. تلفن‌ها و پیامک‌های مکرری از سوی خانواده این بازیکن متوجه سهراب بختیاری‌زاده شده و خانواده این بازیکن وی را تهدید به برخورد و در مکالماتی که با او انجام داده بودند، تأکید کردند که اجازه نخواهند داد او در آبادان به مربیگری‌اش ادامه بدهد. سرمربی نفت آبادان در این‌باره می‌گوید: «خانواده این بازیکن به سمت من حمله‌ور شدند و با قمه شیشه ماشین همراه بنده را خرد کردند و اگر او به موقع خود را از مسیر پرتاب این سلاح دور نکرده بود، ممکن بود جانش را از دست بدهد.»

## خانواده
سهراب در اهواز به دنیا آمد. او ۷ برادر و ۲ خواهر دارد؛ و تقریباً همه خانواده او ورزشکار اند. علی بختیاری‌زاده کاپیتان سابق نفت آبادان، فرشاد بختیاری‌زاده دروازه‌بان سابق فولاد خوزستان و مربی فعلی استقلال خوزستان، حسین بختیاری‌زاده دفاع سابق فولاد خوزستان و مربی فعلی نوجوانان نفت و افشین بختیاری‌زاده برادران او هستند. سیاوش، داریوش و کوروش بختیاری‌زاده نیز پسر عموهای سهرابند.
سهراب در برهه کوتاهی از زمان به دلیل اختلاف با سران باشگاه پاس همدان از فوتبال کناره گرفت؛ و پس از بازگشت به فوتبال و حضور در تیم‌های فولاد و صبا توانست استعدادهای خود را دوباره به عرضه نمایش بگذارد. وی به دلیل مصدومیت شدید از ناحیه رباط صلیبی مدتی از فوتبال به دور بود. در حالی که پس از حذف محمود یاوری کاندیدای اصلی سرمربیگری صبای قم بود؛ ولی پیشنهاد صبا را نپذیرفت.

## گلزنی در جام جهانی
او ششمین گلزن تاریخ جام جهانی فوتبال ایران می‌باشد. گل ملی او به تیم آنگولا در جام جهانی آلمان بود.

## خداحافظی از فوتبال
سهراب که سابقه بازی در تیم‌های فولاد خوزستان، استقلال تهران، صبای قم و استقلال خوزستان را دارد در ۴۱ سالگی تصمیم خود را برای خداحافظی همیشگی از فوتبال نهایی کرد. این بازیکن با انتشار نامه‌ای برای همیشه از بازیگری کنار رفت.

## افتخارات

### استقلال تهران
- قهرمان جام حذفی فوتبال ایران(۲): ۷۹–۱۳۷۸، ۸۱–۱۳۸۰
- نایب قهرمان جام باشگاه‌های آسیا(۱): ۹۹–۱۹۹۸
- نایب قهرمان لیگ فوتبال ایران (۳):۷۸–۱۳۷۷، ۷۹–۱۳۷۸، ۸۱–۱۳۸۰

### صبای قم
- قهرمان جام حذفی فوتبال ایران(۱): ۸۴–۱۳۸۳